# Kakkoluoto
Kakkoluoto är en ö i Finland. Den ligger i sjön Isojärvi och i kommunen Siikais i den ekonomiska regionen  Norra Satakunta ekonomiska region  och landskapet Satakunta, i den sydvästra delen av landet, 240 km nordväst om huvudstaden Helsingfors. Öns area är 3,7 hektar och dess största längd är 360 meter i sydöst-nordvästlig riktning.